# Joakim Bonnier
Joakim „Jo” Bonnier (ur. 31 stycznia 1930 w Sztokholmie, zm. 11 czerwca 1972 w Le Mans) – szwedzki kierowca wyścigowy.
Urodził się w zamożnej rodzinie wydawców prasowych. Studiował na Oxfordzie, lecz już na początku lat 50. XX wieku postanowił zostać kierowcą wyścigowym. Debiutował w 1951; początkowo startował w wyścigach motocyklowych i rajdach samochodowych.

## Formuła 1
Korzystając z rodzinnych finansów, kupił samochód Maserati 250F, za kierownicą którego debiutował w Formule 1 podczas Grand Prix Włoch w 1956.
Swoje pierwsze punkty w F1 zdobył dwa lata później, w Grand Prix Maroko. Reprezentował wówczas barwy fabrycznego zespołu BRM. W kolejnym sezonie, 1959, odniósł swoje jedyne zwycięstwo w wyścigu zaliczanym do Mistrzostw Świata (Grand Prix Holandii na torze Zandvoort).
W zespole BRM startował do końca 1960; następnie przez dwa lata był kierowcą Porsche, lecz nie odnosił już większych sukcesów. W 1963 przeszedł do prywatnej ekipy Roba Walkera, natomiast w 1966 roku założył własny zespół, w barwach którego startował już do końca swojej kariery w F1. Jego ostatnim wyścigiem było Grand Prix Stanów Zjednoczonych na torze Watkins Glen w 1971.
W 1961 był jednym z założycieli Grand Prix Drivers' Association, stowarzyszenia kierowców Formuły 1, dbającego głównie o bezpieczeństwo na torze podczas wyścigów Grand Prix.

## Samochody sportowe
Mimo iż w latach 60. kariera Bonniera w Formule 1 uległa stopniowemu zatrzymaniu, równocześnie Szwed objawił się jako bardzo dobry kierowca samochodów sportowych. Reprezentował barwy największych zespołów fabrycznych, tj. Ferrari oraz Porsche.
W latach 1960 oraz 1963 zwyciężył w słynnym Targa Florio. W 1964 roku zajął drugie miejsce w 24-godzinnym wyścigu w Le Mans (partnerem w zespole Ferrari był Graham Hill), natomiast w 1966 wraz z Philem Hillem triumfował w wyścigu 1000 km Nürburgring za kierownicą Chaparrala.

## Śmierć
Bonnier zginął tragicznie podczas 24-godzinnego wyścigu w Le Mans w 1972 roku. Drugiego dnia zawodów, około godziny 8:30 rano, samochód Lola-Cosworth Szweda zderzył się na prostej Mulsanne z dublowanym Ferrari, prowadzonym przez Floriana Vetscha. Bonnier uderzył w barierę okalającą tor, przeleciał nad nią i rozbił się o drzewa. Zginął na miejscu.
Według relacji Vica Elforda, który w momencie wypadku jechał w niedalekiej odległości, Vetsch nie zauważył zbliżającego się w szybkim tempie Bonniera i zajechał mu drogę po wewnętrznej stronie toru. Bonnier gwałtownie hamował, lecz nie mógł uniknąć kolizji z Vetschem, w wyniku której został wyrzucony w stronę bandy. Zderzenie nastąpiło przy prędkości ok. 250 km/h, a konstrukcja bandy nie była w stanie powstrzymać samochodu od wypadnięcia wprost w rosnące obok toru drzewa. Wadliwa konstrukcja band była przyczyną kilku śmiertelnych wypadków w latach 70. (m.in. Jochena Rindta oraz Helmutha Koinigga).